# Бетон від Ковальської

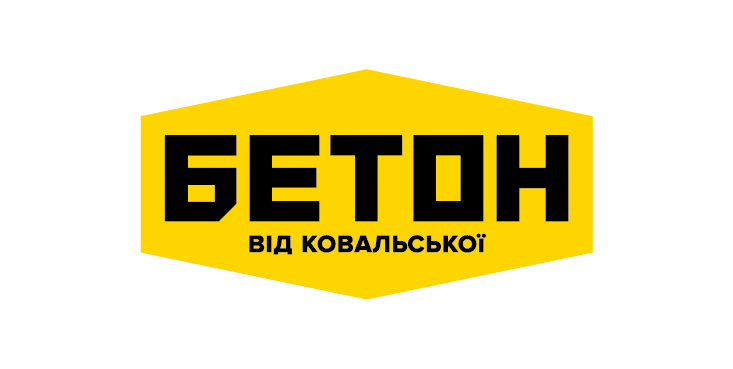

«Бетон від Ковальської» – бренд українського бетону, що належить Промислово-будівельній групі «Ковальська».
Під торговельною маркою реалізуються бетони та розчини, залізобетонні вироби та конструктивний залізобетон. Виробництво продукції відбувається на семи потужних підприємствах у Києві, та Київській області. Всього у виготовлені бетонів та залізобетонних конструкцій використовуються 28 бетонозмішувальних вузлів.  
Окрім виробництва підприємства здійснюють цілодобову доставку бетону та залізобетонних виробів замовникам. А також пропонують онлайн сервіс контролю якості бетону, що захищає споживачів від підробок. 

## Продукція
Бетони, будівельні суміші та залізобетонні вироби бренду «Бетон від Ковальської» сертифіковані за міжнародною системою менеджменту якості ISO 9001 та за системою УкрСЕПРО. Продукція виробляється з екологічно чистої сировини, проходить радіологічний контроль та три етапи перевірки: вхідний, операційний та вихідний контроль якості. Для цього, крім лабораторій на кожному підприємстві, був створений Інноваційно-технологічний центр .

### Бетони та будівельні розчини
В арсеналі виробника - півтори тисячі рецептур бетонів та сумішей. Кожна створюється відповідно до галузі використання та відрізняється співвідношенням основних компонентів та домішками, які визначають особливі властивості: міцність, водопроникність, морозостійкість, пластичність. 

### Залізобетонні вироби
Залізобетонна продукція бренду «Бетон від Ковальської» представлена широким асортиментом виробів, у тому числі за індивідуальними замовленнями. Це один з ключових напрямків виробництва підприємств, які об’єднує торговельна марка.

### Конструктивний залізобетон
Виготовлення елементів збірних каркасних залізобетонних конструкцій для сучасного будівництва є перспективним напрямком, який активно розвиває бренд. Саме такі конструкції останнім часом використовуються для зведення великих промислових, спортивних та логістичних об’єктів, а також торговельно-розважальних центрів.  
Усі елементи проходять три етапи перевірки якості. У тому числі фахівцями Державне підприємства «Український науково-дослідний і проектно-конструкторський інститут будівельних матеріалів та виробів» та випробувальним центром «ТЕСТ».

## Виробництво та технології
Промислові потужності бренду зосереджені на підприємствах:
- АТ «Завод залізобетонних конструкцій ім. Світлани Ковальської»[8];
- ТОВ «Бетон Комплекс»[9];
- ТОВ «Бетон Сервіс»;
- ТОВ «Автобудкомплекс-К»;
- АТ «Дарницький завод залізобетонних конструкцій»;
- Підрозділ АТ «ЗЗБК ім. Ковальської» у місті Вишневе;
- ТОВ «Бетон Центр» (м. Переяслав).

«Бетон від Ковальської» є лідером з виробництва у своєму сегменті. Щороку підприємства бренду виготовляють понад 2,5 млн бетонних сумішей та 320 000 куб. м залізобетонних виробів різноманітної конфігурації. 
На заводах облаштовані 15 цехів і технологічних полігонів із сучасним обладнанням, зокрема лінією «Екструдер» з виробництва багатопорожнинних плит перекриття безопалубного формування італійської компанії «Nordimpianti System S.r.l.». Ця технологія виробництва дозволяє зменшити вагу плит до 5%, а кожен квадратний метр багатоповерхової споруди полегшити на 8-10 кг, тим самим знизити навантаження на фундамент.
На всіх підприємствах застосовується технологія безвідходного виробництва за європейськими стандартами з допомогою барабанних рециклінгових установок, які переробляють, промивають та сортують для вторинного використання інертних матеріалів та залишків розчинової частини будівельних сумішей.

## Об’єкти
Понад 70% житла, соціальних та комерційних споруд у Києва побудовані з використанням бетону, сумішей та залізобетонних виробів бренду «Бетон від Ковальської». 

### Житлові масиви та комплекси
- «Осокорки Північні»
- «Позняки»
- «Новопечерські липки»
- «Ліпінка»
- «Комфорт Таун»
- «Княжий затон»
- «Зелений остів»
- «Ювілейний»
- «Паркове місто»
- «Паркова Вежа»
- «Ізумрудний»
- «Diplomat Hall»

### Готельні комплекси
- Hilton
- Hyatt Regency Kyiv
- Premier Palace Hotel
- InterContinental Kyiv
- Ramada Encore Kiev
- Рів’єра
- Fairmont Grand Hotel Kyiv[3]

### Бізнес-центри
- «Поділ-Плаза»
- «Ільїнський»
- Sky Towers

### Торгові та торговельно-розважальні центри
- «Екватор»
- «Караван»
- METRO Cash&Carry (Україна)
- Ocean Plaza[3]
- «ЕКО-маркет» (Україна)
- Гіпермаркети будівельних матеріалів «Епіцентр-К»
- Універмаг «Україна»
- «Бесарабський Квартал»
- Respublika Mall
- Lavina Mall
- Mall Block Buster

### Інші об’єкти
- Термінал «А» аеропорту «Київ» (Жуляни)
- Південний термінал залізничного вокзалу
- НСК «Олімпійський»
- Головний офіс «УкрСибБанк»
- Церква Різдва Христового
- Майдан Незалежності
- Михайлівський Золотоверхий собор
- Свято-Воскресенський Кафедральний собор УПЦ

## Історія
Торговельна марка «Бетон від Ковальської» з’явилася на ринку у 2002 році. Тоді виробництво продукції відбувалося силами одного підприємства – Заводом залізобетонних конструкцій ім. Світлани Ковальської. Але з моменту появи окремого бренду почалася активне нарощування промислових потужностей. Так, у 2002 році до бренду був приєднаний потужний виробник залізобетону – ВАТ «Завод залізобетонних виробів № 5» (тепер – ТОВ «Бетон Комплекс»). У 2003-му – завод «Бетон Сервіс». А наступного року  – транспортне підприємство – ВАТ «АТП-3» (зараз – ТОВ «Автобудкомплекс-К»). У 2012 році, розпочав виробництво будматеріалів під маркою ТОВ «Бетон Центр» у Переяславі. Останнім на сьогоді – у 2013 році – долучилося ПАТ «Дарницький завод ЗБК».